# Corydalis scouleri
Corydalis scouleri ist eine Pflanzenart in der Unterfamilie der Erdrauchgewächse (Fumarioideae) innerhalb der Familie der Mohngewächse (Papaveraceae). Sie  kommt in Nordamerika vor.

## Beschreibung

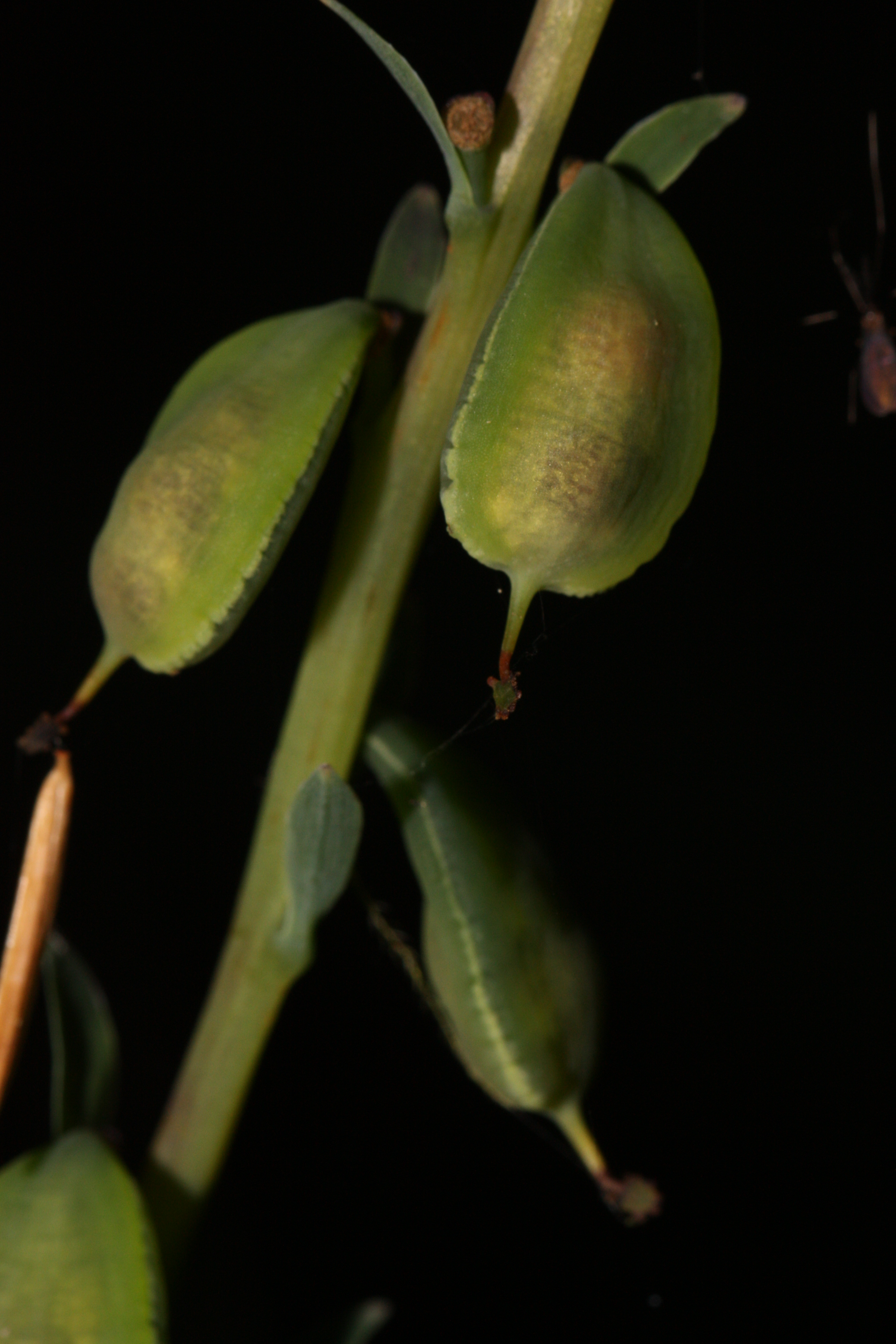
Kapselfrüchte

### Vegetative Merkmale
Corydalis scouleri wächst als ausdauernde krautige Pflanze. Es wird ein dickes fleischiges Rhizom als Überdauerungsorgan gebildet, aus dem ein oder mehrere 50 bis 100 Zentimeter lange, aufrechte Stängel wachsen. An jedem Stängel befinden sich nur etwa drei Laubblätter, sie sind dreifach gefiedert, 10 Zentimeter lang und breit. Die Fiederblättchen 1 bis 8 Zentimeter lang und 0,5 bis 4 Zentimeter breit.

### Generative Merkmale
Die Blütezeit reicht von Mitte April bis Mitte Juni. Der seiten- oder endständig, einfache traubige oder eine spärlich verzweigte rispige Blütenstand enthält 15 bis zu 35 Blüten. Die Blütenstiele sind 2 bis 5 Millimeter lang.
Die zwittrigen Blüten sind zygomorph und vierzählig. Die zwei Kelchblätter sind 1 bis 2 Millimeter lang. Die vier  hell- bis dunkelrosafarben Kronblätter sind 20 bis 25 mm lang. Der Sporn ist 14 bis 20 Millimeter lang. Die sechs Staubblätter bilden zwei Bündel.
Die Kapselfrucht ist bei einer Länge von 1 bis 1,5 Zentimeter und einem Durchmesser von 0,4 bis 0,5 Zentimeter eiförmig. Die schwarzen Samen weisen einen Durchmesser von etwa 3,5 Millimeter und zahlreiche kleine Höcker auf. Die Früchte reifen zwischen Mitte Mai bis Ende Juni.
Die Chromosomenzahl beträgt 2n = etwa 130.

## Vorkommen
Corydalis scouleri ist vom Nordwesten des US-Bundesstaates Oregon über den Bundesstaat Washington bis zu der kanadischen Insel Vancouver Island in der Provinz Britisch-Kolumbien verbreitet. Sie besiedelt kühl-feuchte und schattige Wälder in Höhenlagen von Meereshöhe bis in 1100 Meter.

## Taxonomie
Die Erstbeschreibung von Corydalis scouleri erfolgte 1829 durch William Jackson Hooker in Flora boreali-americana, Volume 1, S. 36, Tafel 14. Synonyme für Corydalis scouleri Hook. sind: Corydalis macrophylla Nutt. in Torr. & A.Gray, Capnoides scouleri Ktze., Corydalis allenii Fedde.